# Institut national universitaire Jean-François Champollion
El Institut national universitaire Jean-François Champollion es una escuela pública de ingenieros de Francia. 
Tiene sedes en Albi, Castres y Rodez (campus Universidad Federal de Toulouse Midi-Pyrénées) y es miembro de Toulouse Tech. Forma ingenieros generalistas de muy alto nivel, destinados principalmente al empleo en empresas.

## Diplomas
- Grado
- Máster de ciencia
- Máster de ingeniero ISIS[3] (Informática y Sistemas de Información de Sanidad)

## Tesis doctorales
Doctorados de investigación con Universidad Federal de Toulouse Midi-Pyrénées:
- Educación y actividad física
- Grupo de investigación y estudios legales de Albi
- Informática y Sistemas de Información de Sanidad
- Políticas públicas, medio ambiente y sociedad
- Laboratorio de investigación de juegos serios
- Textos, contextos y fronteras